# Keverbaan
De Keverbaan was een stalen achtbaan in het Belgische dieren- en attractiepark Bellewaerde. Het was een achtbaan van het type Tivoli large.

## Geschiedenis
De baan werd aangekocht door het park in 1981 en werd gebouwd door de Duitse fabrikant Zierer. De ontwerper is Werner Stengel.
Voordien (tussen 1978 en 1980) bevond de Keverbaan zich in het maar kort in werking geweest zijnde Duitse Gröverland te Gadenstedt, Nedersaksen onder de naam Marienkäferbahn.

#### Sluiting
Op 6 november 2022 om 18:00 deed de keverbaan zijn allerlaatste ritje. De baan werd, net zoals het Wild West-gebied, vlak daarna gesloopt. Het achtbaantreintje, dat uit 20 karretjes bestond, bleef wel behouden om weggegeven te worden aan werknemers of voor het goede doel geveild te worden. Vijf karretjes werden gebruikt als reserveonderdelen voor een achtbaan van precies hetzelfde type in zusterpark Walibi Rhône-Alpes.
In 2024 opende er een nieuwe attractie op het grondgebied van de keverbaan, Amazonia.

## Technische gegevens
De baan was 360 meter lang. Typisch voor de Keverbaan was dat de trein altijd twee ritten maakte, ongeacht de drukte in het park. Na de optakeling, die gebeurde door middel van een bandensysteem, haalde de baan een maximale hoogte van 8 meter. Er was één trein met 20 wagons waarin telkens twee personen naast elkaar konden plaatsnemen, goed voor een capaciteit van 40 personen per rit. De baan maakte geen inversies. Een rit (van twee rondjes) duurde ongeveer drie minuten en de baan haalde een maximale snelheid van 36 kilometer per uur.
Bezoekers met een lengte van 120 centimeter of meer mochten zelfstandig in de achtbaan. Voor kinderen tussen de 90 en 120 centimeter was begeleiding door een volwassene vereist.
Afbeeldingen